# Luna E–1–3
A Luna E–1–3, vagy Luna–1SZ szovjet űrszonda, a Luna-program, a Hold-program részeként készült.

## Küldetés
Az 1955-ös kutatási program részeként Szergej Pavlovics Koroljov irányításával építette és üzemeltette az OKB–1 (oroszul: Особое конструкторское бюро №1, ОКБ-1) tervezőirodában.
Tervezett feladata a Hold megközelítése, a kozmikus sugárzás, a napszél, a mikrometeoritok, az interplanetáris anyag és a Hold mágneses terének vizsgálata. Nátriumfelhő kibocsátása a vizuális megfigyelés elősegítésére. Az elkészült felvételeket, mérési adatokat elektronikus úton továbbítani az irányítóközpontba.
Az indítóállványt elhagyva 245 másodperc után a hordozóeszköz felrobbant.

## Jellemzői
1958. december 4-én a Bajkonuri űrrepülőtérről egy háromlépcsős R–7 Szemjorka típusú interkontinentális rakétából továbbfejlesztett, Vosztok–2 (8K72) típusú hordozórakétával indították pályára. Célja volt közvetlen felemelkedéssel elérni a szökési sebességet, a Hold mellett elrepülve, a Hold felszínéről közeli fényképfelvételeket készíteni. Hasznos tömege 362 kilogramm volt.

## Külső hivatkozások
- Luna E-1-3. zarya.info. [2022. július 1-i dátummal az eredetiből archiválva]. (Hozzáférés: 2012. november 18.)
- Luna-1A. webcitation.org. [2012. január 14-i dátummal az eredetiből archiválva]. (Hozzáférés: 2013. január 12.)

| Elődje: Luna E–1–2 | Luna-program 1958–1960 | Utódja: Luna–1 (Luna E–1–4) |